# Chlidones rufovarius
Chlidones rufovarius är en skalbaggsart som beskrevs av Leon Fairmaire 1901. Chlidones rufovarius ingår i släktet Chlidones och familjen långhorningar.
Artens utbredningsområde är Madagaskar. Inga underarter finns listade i Catalogue of Life.